# 제러미 클라크슨

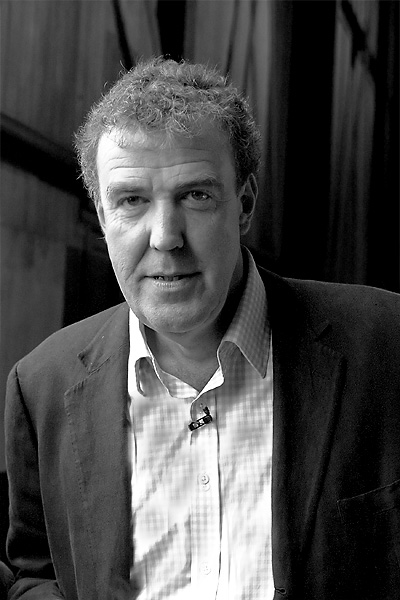
제러미 클라크슨

제러미 찰스 로버트 클라크슨(Jeremy Charles Robert Clarkson, 1960년 4월 11일 ~ )는 잉글랜드의 텔레비전 진행자이다. 리처드 해먼드, 제임스 메이와 함께 BBC의 자동차 프로그램 《탑 기어》의 공동 진행자이며, 그 밖에도 〈선데이 타임스〉와 〈더 선〉에 집필하고 있다. 《탑 기어》의 프로듀서 폭력 사건으로, 2015년 3월 10일자로 사회자에서 일시로 하차게 되었으며, 2015년 3월 26일 BBC에 의하면 정식 하차가 발표되었다.
2015년 7월 30일, 영국 전자상거래 업체 아마존에서 만든 디지털 스트리밍 서비스 아마존 프라임이 <탑 기어>의 진행자였던 제러미 클락슨, 리처드 해먼드, 제임스 메이와 계약, 2016년부터 아마존 프라임에서 방송하는 자동차 쇼 프로그램에 투입하기로 발표했다. 프로그램의 이름은 'The Grand Tour'이다.